# Cylindromyia porteri
Cylindromyia porteri là một loài ruồi trong họ Tachinidae.